# Give 'Em the Boot DVD
Give 'Em The Boot DVD è il quinto capitolo della serie Give 'Em the Boot, pubblicato nel 2005 da Epitaph Records.

## Tracce
1. Give Em the Boot Intro
2. Ruby Soho - Rancid
3. Never Die - Tiger Army
4. Light At the End - F-Minus
5. Rudie Can't Fail - Joe Strummer and the Mescaleros
6. Roots Radicals - Tim Armstrong e Lars Frederiksen
7. Maxwell Murder - Rancid
8. Gargoyles Over Copenhagen - Nekromantix
9. U.S. Bombs - U.S. Bombs
10. One Seventeen - Transplants
11. Guitar Joe
12. As Wicked - Rancid
13. Old Friend - Rancid
14. No Fun - Rancid e Iggy Pop
15. And I Wonder - The Slackers
16. Julia - HorrorPops
17. Crucified - Roger Miret and the Disasters
18. Good Rats - Dropkick Murphys
19. Red Hot Moon - Rancid e Skinhead Rob
20. Rats in the Hallway - Tim Armstrong
21. Bloodclot - Rancid
22. Skunx - Lars Frederiksen and the Bastards
23. Evil - The Nerve Agents
24. Joe Strummer Tribute
25. Knowledge - Tim Armstrong e Davey Havok
26. Radio - Rancid e Davey Havok
27. Minstrel Boy/End Credits - Joe Strummer and the Mesacaleros